# 베주 정역
가환대수학에서 베주 정역(Bézout整域, 영어: Bézout domain)은 베주 항등식을 만족시키는 정역이다.

## 정의
환 {\displaystyle R}가 다음 조건을 만족시킨다면, 왼쪽 베주 환(영어: left Bézout ring)이라고 한다.
- 모든 유한 생성 왼쪽 아이디얼은 주 아이디얼이다.
- 두 주 왼쪽 아이디얼의 합이 주 왼쪽 아이디얼이다. 즉, 임의의 두 원소 {\displaystyle r,s\in R}에 대하여, {\displaystyle Rr+Rs=Rt}가 되는 {\displaystyle t\in R}가 존재한다.

마찬가지로, 오른쪽 베주 환(영어: right Bézout ring)을 정의할 수 있다. 물론, 가환환의 경우 왼쪽·오른쪽을 구별할 필요가 없다.
정역 {\displaystyle D}에 대하여, 다음 조건들이 서로 동치이며, 이를 만족시키는 정역을 베주 정역이라고 한다.
- 왼쪽 베주 환이다.
- 오른쪽 베주 환이다.
- (베주 항등식) 임의의 {\displaystyle a,b\in D}에 대하여, 최대공약수 {\displaystyle \gcd\{a,b\}\in D}가 존재하며, 또한 {\displaystyle \gcd\{a,b\}=ac+bd}인 {\displaystyle c,d\in D}가 존재한다.
- 모든 소 아이디얼 {\displaystyle {\mathfrak {p}}}에 대하여, 국소화 {\displaystyle D_{\mathfrak {p}}}가 값매김환이다.
- 모든 극대 아이디얼 {\displaystyle {\mathfrak {m}}}에 대하여, 국소화 {\displaystyle D_{\mathfrak {m}}}이 값매김환이다.

## 성질
베주 정역은 최대공약수 정역(영어: GCD domain)이자 프뤼퍼 정역(영어: Prüfer domain)이다.
가환환에 대하여, 다음 조건들이 서로 동치이다.
- 주 아이디얼 정역이다.
- 베주 정역이며 유일 인수 분해 정역이다.
- 베주 정역이며 뇌터 환이다.

가환환에 대하여, 다음 두 조건이 서로 동치이다.
- 베주 정역이자 국소환이다.
- 값매김환이다.

### 가군
오른쪽 베주 환 위에서, 꼬임 없는 왼쪽 가군의 개념은 평탄 왼쪽 가군과 일치한다.:§1:128, Proposition 4.20 (여기서, 꼬임 없는 왼쪽 가군 {\displaystyle _{R}M}은 임의의 {\displaystyle r\in R}에 대하여 {\displaystyle \operatorname {Tor} _{R}^{1}(R/rR,M)=0}인 것이다.) 반대로, 왼쪽 베주 환 위에서,  꼬임 없는 오른쪽 가군의 개념은 평탄 오른쪽 가군과 일치한다.

## 예
모든 대수적 정수의 정역은 베주 정역이지만, 뇌터 환이 아니며 유일 인수 분해 정역도 아니다.